# Ahmed Midhat

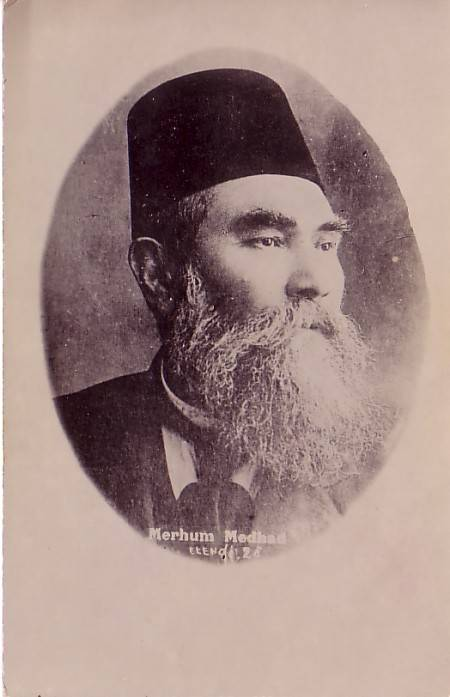
Ahmed Midhat.

Ahmed Midhat, född 1841 eller 1844 i Istanbul, död 28 december 1912, var en osmansk journalist, författare, översättare och utgivare under Tanzimattiden. Han kallas ofta i litteraturen för Ahmed Midhat Efendi, för att skilja honom från politikern Ahmed Midhat Pasha.

## Biografi
Under några landsflyktsår i Paris tillägnade sig Ahmed Midhat europeisk bildning och kan betraktas som den allmänna folkbildningens fader i Turkiet. Han var den förste, som i litteraturen lyckades inför folkspråket och behandla turkiska motiv enligt den franska novellens mönster, och lade sålunda grunden till den nu så rika gren av turkisk litteratur, som går under namnet milli roman, nationella novellen.
Ahmed Mithat Efendi var politiskt konservativ, och var en produktiv författare; han skrev 250 verk som han publicerade mestadels själv. Från 1878 gav han ut tidningen Tercüman hakikat-i(Sanningens tolk). Dessutom var han beskyddare och lärare  åt Fatma Aliye, en av de mest berömda ottomanska författarna.

## Verk (urval)
- Kıssadan Hisse(1870)
- Letaif Rivayat-i(1870/1871)
- Hasan Mellah(1874)
- Felâtun Bey ile Rakim Efendi(1875)
- Huseyin Fellah(1875)
- Vah!(1882)